# Colombia op de Olympische Zomerspelen 2020
Colombia nam deel aan de Olympische Zomerspelen 2020 in Tokio, Japan. Er werden vijf medailles gewonnen, maar het lukte nergens om een gouden medaille te winnen. Uiteindelijk werd er vier keer zilver en één keer brons gewonnen.

## Medailleoverzicht
| Medaille | Naam                 | Sport         | Onderdeel             | Datum      |
| -------- | -------------------- | ------------- | --------------------- | ---------- |
| Zilver   | Luis Javier Mosquera | Gewichtheffen | -67kg (m)             | 25 juli    |
| Zilver   | Mariana Pajón        | BMX           | race (v)              | 30 juli    |
| Zilver   | Anthony Zambrano     | Atletiek      | 400m (m)              | 5 augustus |
| Zilver   | Sandra Arenas        | Atletiek      | 20km snelwandelen (v) | 6 augustus |
|          |                      |               |                       |            |
| Brons    | Carlos Ramírez       | BMX           | race (m)              | 30 juli    |

## Atleten
Hieronder volgt een overzicht van de atleten die zich kwalificeerden voor deelname aan de Olympische Zomerspelen 2020.
| sport            | Mannen | Vrouwen | totaal |
| ---------------- | ------ | ------- | ------ |
| Atletiek         | 17     | 9       | 26     |
| Boksen           | 4      | 2       | 6      |
| Boogschieten     | 1      | 1       | 2      |
| Gewichtheffen    | 2      | 1       | 3      |
| Golf             | 1      | 1       | 2      |
| Gymnastiek       | 1      | 0       | 1      |
| Judo             | 0      | 1       | 1      |
| Paardensport     | 1      | 0       | 1      |
| Schermen         | 0      | 1       | 1      |
| Schietsport      | 1      | 2       | 1      |
| Schoonspringen   | 3      | 0       | 3      |
| Skateboarden     | 1      | 0       | 1      |
| Synchroonzwemmen | 0      | 2       | 2      |
| Taekwondo        | 1      | 1       | 2      |
| Tennis           | 3      | 1       | 4      |
| Wielersport      | 7      | 2       | 9      |
| Worstelen        | 3      | 0       | 3      |
| Zwemmen          | 1      | 1       | 2      |
| totaal           | 47     | 23      | 70     |

## Sporten

### Atletiek
Mannen
Loopnummers
| atleet                                                                            | onderdeel           | series  | series | kwartfinale | kwartfinale | halve finale   | halve finale   | finale         | finale         |
| atleet                                                                            | onderdeel           | tijd    | rang   | tijd        | rang        | tijd           | rang           | tijd           | rang           |
| --------------------------------------------------------------------------------- | ------------------- | ------- | ------ | ----------- | ----------- | -------------- | -------------- | -------------- | -------------- |
| Bernardo Baloyes                                                                  | 200 m               | DNS     | DNS    | n.v.t.      | n.v.t.      | niet geplaatst | niet geplaatst | niet geplaatst | niet geplaatst |
| Jhon Perlaza                                                                      | 400 m               | 46,55   | 6      | n.v.t.      | n.v.t.      | niet geplaatst | niet geplaatst | niet geplaatst | niet geplaatst |
| Anthony Zambrano                                                                  | 400 m               | 44,87   | 1 Q    | n.v.t.      | n.v.t.      | 43,93          | 2 Q            | 44,08          | Zilver         |
| Carlos Andres San Martin                                                          | 3000 m steeplechase | 8.33,47 | 12     | n.v.t.      | n.v.t.      | n.v.t.         | n.v.t.         | niet geplaatst | niet geplaatst |
| Manuel Esteban Soto                                                               | 20 km snelwandelen  | n.v.t.  | n.v.t. | n.v.t.      | n.v.t.      | n.v.t.         | n.v.t.         | 1:23.32        | 14             |
| Jhon Alexander Castañeda                                                          | 20 km snelwandelen  | n.v.t.  | n.v.t. | n.v.t.      | n.v.t.      | n.v.t.         | n.v.t.         | 1:26.41        | 27             |
| Eider Arévalo                                                                     | 20 km snelwandelen  | n.v.t.  | n.v.t. | n.v.t.      | n.v.t.      | n.v.t.         | n.v.t.         | 1:24.10        | 18             |
| José Leonardo Montaña                                                             | 50 km snelwandelen  | n.v.t.  | n.v.t. | n.v.t.      | n.v.t.      | n.v.t.         | n.v.t.         | 3:53.50        | 11             |
| Jorge Armando Ruiz                                                                | 50 km snelwandelen  | n.v.t.  | n.v.t. | n.v.t.      | n.v.t.      | n.v.t.         | n.v.t.         | 3:55.30        | 13             |
| Diego Pinzón                                                                      | 50 km snelwandelen  | n.v.t.  | n.v.t. | n.v.t.      | n.v.t.      | n.v.t.         | n.v.t.         | 3:57.54        | 18             |
| Jeison Alexander Suarez                                                           | marathon            | n.v.t.  | n.v.t. | n.v.t.      | n.v.t.      | n.v.t.         | n.v.t.         | 2:13.29        | 15             |
| Iván Darío González                                                               | marathon            | n.v.t.  | n.v.t. | n.v.t.      | n.v.t.      | n.v.t.         | n.v.t.         | DNF            | DNF            |
| Jhon Alejandro Perlaza Zapata Diego Palomeque Raul Hernan Mena Pedroza Jhon Solís | 4x400 m             | 3.03,20 | 8      | n.v.t.      | n.v.t.      | n.v.t.         | n.v.t.         | niet geplaatst | niet geplaatst |

Technische nummers
| atlete          | onderdeel    | kwalificaties | kwalificaties | finale  | finale |
| atlete          | onderdeel    | afstand       | rang          | afstand | rang   |
| --------------- | ------------ | ------------- | ------------- | ------- | ------ |
| Mauricio Ortega | discuswerpen | 64,49         | 6 q           | 64,08   | 7      |

Vrouwen
Loopnummers
| atlete           | onderdeel          | series | series | kwartfinale | kwartfinale | halve finale | halve finale | finale         | finale         |
| atlete           | onderdeel          | tijd   | rang   | tijd        | rang        | tijd         | rang         | tijd           | rang           |
| ---------------- | ------------------ | ------ | ------ | ----------- | ----------- | ------------ | ------------ | -------------- | -------------- |
| Melissa González | 400 m horden       | 55,32  | 2 Q    | n.v.t.      | n.v.t.      | 57,47        | 6            | niet geplaatst | niet geplaatst |
| Sandra Arenas    | 20 km snelwandelen | n.v.t. | n.v.t. | n.v.t.      | n.v.t.      | n.v.t.       | n.v.t.       | 1:29.37        | Zilver         |
| Sandra Galvis    | 20 km snelwandelen | n.v.t. | n.v.t. | n.v.t.      | n.v.t.      | n.v.t.       | n.v.t.       | 1:35.36        | 25             |
| Yeseida Carrillo | 20 km snelwandelen | n.v.t. | n.v.t. | n.v.t.      | n.v.t.      | n.v.t.       | n.v.t.       | DNF            | DNF            |
| Angie Orjuela    | marathon           | n.v.t. | n.v.t. | n.v.t.      | n.v.t.      | n.v.t.       | n.v.t.       | 2:40.04        | 55             |

Technische nummers
| atlete                | onderdeel          | kwalificaties | kwalificaties | finale         | finale         |
| atlete                | onderdeel          | afstand       | rang          | afstand        | rang           |
| --------------------- | ------------------ | ------------- | ------------- | -------------- | -------------- |
| Yosiri Urrutia        | hink-stap-springen | 13,16         | 27            | niet geplaatst | niet geplaatst |
| Caterine Ibargüen     | hink-stap-springen | 14,37         | 7 q           | 14,25          | 10             |
| María Lucelly Murillo | speerwerpen        | 54,98         | 27            | niet geplaatst | niet geplaatst |

Meerkamp
| atlete         | onderdeel | onderdeel | 100 h | hs   | ks    | 200 m | vs   | sw    | 800 m   | totaal | rang |
| -------------- | --------- | --------- | ----- | ---- | ----- | ----- | ---- | ----- | ------- | ------ | ---- |
| Evelis Aguilar | zevenkamp | res.      | 13,89 | 1,68 | 13,42 | 24,05 | 6,29 | 44,85 | 2.10,45 | 6214   | 14   |
| Evelis Aguilar | zevenkamp | pnt.      | 994   | 830  | 755   | 976   | 940  | 761   | 958     | 6214   | 14   |

### Boksen
Mannen
| atleet            | onderdeel         | eerste ronde         | tweede ronde         | kwartfinale          | halve finale         | finale               | rang           |
| atleet            | onderdeel         | tegenstander uitslag | tegenstander uitslag | tegenstander uitslag | tegenstander uitslag | tegenstander uitslag | rang           |
| ----------------- | ----------------- | -------------------- | -------------------- | -------------------- | -------------------- | -------------------- | -------------- |
| Ceiber Ávila      | vedergewicht      | Al-Wadi W 5-0        | Mulenga W 3-2        | Takyi V 2-3          | niet geplaatst       | niet geplaatst       | niet geplaatst |
| Yuberjén Martínez | vlieggewicht      | Mahommed W 5-0       | Amit W 4-1           | Tanaka V 1-4         | niet geplaatst       | niet geplaatst       | niet geplaatst |
| Jorge Vivas       | halfzwaargewicht  | Whittaker V 1-4      | niet geplaatst       | niet geplaatst       | niet geplaatst       | niet geplaatst       | niet geplaatst |
| Christian Salcedo | superzwaargewicht | bye                  | Peró V 0-5           | niet geplaatst       | niet geplaatst       | niet geplaatst       | niet geplaatst |

Vrouwen
| atlete          | onderdeel    | eerste ronde         | tweede ronde         | kwartfinale          | halve finale         | finale               | rang           |
| atlete          | onderdeel    | tegenstander uitslag | tegenstander uitslag | tegenstander uitslag | tegenstander uitslag | tegenstander uitslag | rang           |
| --------------- | ------------ | -------------------- | -------------------- | -------------------- | -------------------- | -------------------- | -------------- |
| Yeni Arias      | vedergewicht | bye                  | Petrova W 3-2        | Petecio V 0-5        | niet geplaatst       | niet geplaatst       | niet geplaatst |
| Ingrit Valencia | vlieggewicht | bye                  | Kom W 3-2            | Namiki V 0-5         | niet geplaatst       | niet geplaatst       | niet geplaatst |

### Boogschieten
Mannen
| atleet        | onderdeel   | plaatsingsronde | plaatsingsronde | eerste ronde         | tweede ronde         | derde ronde          | kwartfinale          | halve finale         | finale / BM          | finale / BM |
| atleet        | onderdeel   | score           | rang            | tegenstander uitslag | tegenstander uitslag | tegenstander uitslag | tegenstander uitslag | tegenstander uitslag | tegenstander uitslag | rang        |
| ------------- | ----------- | --------------- | --------------- | -------------------- | -------------------- | -------------------- | -------------------- | -------------------- | -------------------- | ----------- |
| Daniel Piñeda | individueel | 639             | 58              | Wei S V 0 – 6        | niet geplaatst       | niet geplaatst       | niet geplaatst       | niet geplaatst       | niet geplaatst       | 33          |

Vrouwen
| atleet                   | onderdeel   | plaatsingsronde | plaatsingsronde | eerste ronde         | tweede ronde         | derde ronde          | kwartfinale          | halve finale         | finale / BM          | finale / BM |
| atleet                   | onderdeel   | score           | rang            | tegenstander uitslag | tegenstander uitslag | tegenstander uitslag | tegenstander uitslag | tegenstander uitslag | tegenstander uitslag | rang        |
| ------------------------ | ----------- | --------------- | --------------- | -------------------- | -------------------- | -------------------- | -------------------- | -------------------- | -------------------- | ----------- |
| Valentina Acosta Giraldo | individueel | 627             | 50              | S Bettles V 4 – 6    | niet geplaatst       | niet geplaatst       | niet geplaatst       | niet geplaatst       | niet geplaatst       | 33          |

Gemengd
| atlete                                 | onderdeel | plaatsingsronde | plaatsingsronde | eerste ronde         | kwartfinale          | halve finale         | finale / BM          | finale / BM    |
| atlete                                 | onderdeel | score           | rang            | tegenstander uitslag | tegenstander uitslag | tegenstander uitslag | tegenstander uitslag | rang           |
| -------------------------------------- | --------- | --------------- | --------------- | -------------------- | -------------------- | -------------------- | -------------------- | -------------- |
| Valentina Acosta Giraldo Daniel Pineda | team      | 1266            | 26              | niet geplaatst       | niet geplaatst       | niet geplaatst       | niet geplaatst       | niet geplaatst |

### Gewichtheffen
Mannen
| atleet               | onderdeel | trekken | trekken | stoten | stoten | totaal | rang   |
| atleet               | onderdeel | score   | rang    | score  | rang   | totaal | rang   |
| -------------------- | --------- | ------- | ------- | ------ | ------ | ------ | ------ |
| Luis Javier Mosquera | -67 kg    | 151     | 1       | 180    | 2      | 331    | Zilver |
| Brayan Rodallegas    | -81 kg    | 163     | 5       | 196    | 5      | 359    | 5      |

Vrouwen
| atleet         | onderdeel | trekken | trekken | stoten | stoten | totaal | rang |
| atleet         | onderdeel | score   | rang    | score  | rang   | totaal | rang |
| -------------- | --------- | ------- | ------- | ------ | ------ | ------ | ---- |
| Mercedes Pérez | -64 kg    | 101     | 5       | 126    | 5      | 227    | 4    |

### Golf
Mannen
| atleet          | onderdeel | eerste ronde | tweede ronde | derde ronde | vierde ronde | totaal | totaal | totaal |
| atleet          | onderdeel | score        | score        | score       | score        | score  | par    | rang   |
| --------------- | --------- | ------------ | ------------ | ----------- | ------------ | ------ | ------ | ------ |
| Sebastián Muñoz | mannen    | 37           | 69           | 66          | 67           | 269    | -15    | 4      |

Vrouwen
| atleet        | onderdeel | eerste ronde | tweede ronde | derde ronde | vierde ronde | totaal | totaal | totaal |
| atleet        | onderdeel | score        | score        | score       | score        | score  | par    | rang   |
| ------------- | --------- | ------------ | ------------ | ----------- | ------------ | ------ | ------ | ------ |
| Mariajo Uribe | vrouwen   | 73           | 77           | 70          | 70           | 290    | +6     | 49     |

### Gymnastiek

#### Trampoline
Mannen
| atleet          | onderdeel  | kwalificaties | kwalificaties | finale         | finale         |
| atleet          | onderdeel  | score         | rang          | score          | rang           |
| --------------- | ---------- | ------------- | ------------- | -------------- | -------------- |
| Ángel Hernández | trampoline | 105.930       | 8             | niet geplaatst | niet geplaatst |

### Judo
Vrouwen
| atleet      | onderdeel | eerste ronde         | tweede ronde         | derde ronde          | kwartfinale          | halve finale         | herkansing           | finale / BM          | finale / BM    |
| atleet      | onderdeel | tegenstander uitslag | tegenstander uitslag | tegenstander uitslag | tegenstander uitslag | tegenstander uitslag | tegenstander uitslag | tegenstander uitslag | rang           |
| ----------- | --------- | -------------------- | -------------------- | -------------------- | -------------------- | -------------------- | -------------------- | -------------------- | -------------- |
| Luz Álvarez | −48 kg    | Rishony V 00-10      | niet geplaatst       | niet geplaatst       | niet geplaatst       | niet geplaatst       | niet geplaatst       | niet geplaatst       | niet geplaatst |

### Paardensport

#### Springen
| ruiter        | paard        | onderdeel   | kwalificatie | kwalificatie | finale         | finale         | totaal         | totaal         |
| ruiter        | paard        | onderdeel   | strafpunten  | rang         | strafpunten    | rang           | strafpunten    | rang           |
| ------------- | ------------ | ----------- | ------------ | ------------ | -------------- | -------------- | -------------- | -------------- |
| Roberto Terán | Dez' Ooktoff | individueel | 9.00         | 47           | niet geplaatst | niet geplaatst | niet geplaatst | niet geplaatst |

### Schermen
Vrouwen
| atleet           | onderdeel | eerste ronde         | tweede ronde         | derde ronde          | kwartfinale          | halve finale         | finale / BM          | finale / BM    |
| atleet           | onderdeel | tegenstander uitslag | tegenstander uitslag | tegenstander uitslag | tegenstander uitslag | tegenstander uitslag | tegenstander uitslag | rang           |
| ---------------- | --------- | -------------------- | -------------------- | -------------------- | -------------------- | -------------------- | -------------------- | -------------- |
| Saskia van Erven | floret    | bye                  | Zagidullina V 8-15   | niet geplaatst       | niet geplaatst       | niet geplaatst       | niet geplaatst       | niet geplaatst |

### Schietsport
Mannen
| atlete               | onderdeel            | kwalificaties | kwalificaties | finale         | finale         |
| atlete               | onderdeel            | punten        | rang          | punten         | rang           |
| -------------------- | -------------------- | ------------- | ------------- | -------------- | -------------- |
| Bernardo Tobar Prado | 25 m snelvuurpistool | 546           | 26            | niet geplaatst | niet geplaatst |

### Schoonspringen
Mannen
| atleet            | onderdeel  | series | series | halve finale | halve finale | finale         | finale         |
| atleet            | onderdeel  | punten | rang   | punten       | rang         | punten         | rang           |
| ----------------- | ---------- | ------ | ------ | ------------ | ------------ | -------------- | -------------- |
| Sebastián Morales | 3 m plank  | 400.85 | 15 Q   | 324.95       | 18           | niet geplaatst | niet geplaatst |
| Daniel Restrepo   | 3 m plank  | 411.50 | 14 Q   | 329.30       | 17           | niet geplaatst | niet geplaatst |
| Sebastian Villa   | 10 m toren | 407.30 | 10 Q   | 341.40       | 18           | niet geplaatst | niet geplaatst |

### Skateboarden
Mannen
| atlete              | onderdeel | kwalificaties | kwalificaties | finale         | finale         |
| atlete              | onderdeel | punten        | rang          | punten         | rang           |
| ------------------- | --------- | ------------- | ------------- | -------------- | -------------- |
| Jhancarlos González | street    | 23,57         | 15            | niet geplaatst | niet geplaatst |

### Synchroonzwemmen
| atlete                          | onderdeel | technische routine | technische routine | vrije routine (voorronde) | vrije routine (voorronde) | vrije routine (voorronde) | vrije routine (finale) | vrije routine (finale)    | vrije routine (finale) |
| atlete                          | onderdeel | punten             | rang               | punten                    | totaal (technisch + vrij) | rang                      | punten                 | totaal (technisch + vrij) | rang                   |
| ------------------------------- | --------- | ------------------ | ------------------ | ------------------------- | ------------------------- | ------------------------- | ---------------------- | ------------------------- | ---------------------- |
| Estefanía Álvarez Monica Arango | duet      | 82.0526            | 18                 | 81.9667                   | 164.0193                  | 18                        | niet geplaatst         | niet geplaatst            | niet geplaatst         |

### Taekwondo
Mannen
| atleet          | onderdeel | eerste ronde         | kwartfinale          | halve finale         | herkansing           | finale / BM          | finale / BM    |
| atleet          | onderdeel | tegenstander uitslag | tegenstander uitslag | tegenstander uitslag | tegenstander uitslag | tegenstander uitslag | rang           |
| --------------- | --------- | -------------------- | -------------------- | -------------------- | -------------------- | -------------------- | -------------- |
| Jefferson Ochoa | -58 kg    | Hadipour V 22-19     | niet geplaatst       | niet geplaatst       | niet geplaatst       | niet geplaatst       | niet geplaatst |

Vrouwen
| atlete         | onderdeel | eerste ronde         | kwartfinale          | halve finale         | herkansing           | finale / BM          | finale / BM    |
| atlete         | onderdeel | tegenstander uitslag | tegenstander uitslag | tegenstander uitslag | tegenstander uitslag | tegenstander uitslag | rang           |
| -------------- | --------- | -------------------- | -------------------- | -------------------- | -------------------- | -------------------- | -------------- |
| Andrea Ramírez | -49 kg    | Tomić W 25-5         | Yıldırım V 30-31     | niet geplaatst       | niet geplaatst       | niet geplaatst       | niet geplaatst |

### Tennis
Mannen
| atlete                            | onderdeel  | eerste ronde                    | tweede ronde               | derde ronde          | kwartfinale                        | halve finale         | finale / BM          | finale / BM    |
| atlete                            | onderdeel  | tegenstander uitslag            | tegenstander uitslag       | tegenstander uitslag | tegenstander uitslag               | tegenstander uitslag | tegenstander uitslag | rang           |
| --------------------------------- | ---------- | ------------------------------- | -------------------------- | -------------------- | ---------------------------------- | -------------------- | -------------------- | -------------- |
| Daniel Elahi Galán                | enkelspel  | Safwat W 7-5, 6-1               | Zverev V 6-2, 6-2          | niet geplaatst       | niet geplaatst                     | niet geplaatst       | niet geplaatst       | niet geplaatst |
| Juan Sebastián Cabal Robert Farah | dubbelspel | Carreño / Davidovich W 6–2, 6-4 | Marach / Oswald W 6-4, 6-1 | n.v.t.               | Daniell / Venus V 3-6, 6-3, [7-10] | niet geplaatst       | niet geplaatst       | niet geplaatst |

Vrouwen
| atlete              | onderdeel | eerste ronde         | tweede ronde         | derde ronde          | kwartfinale          | halve finale         | finale / BM          | finale / BM    |
| atlete              | onderdeel | tegenstander uitslag | tegenstander uitslag | tegenstander uitslag | tegenstander uitslag | tegenstander uitslag | tegenstander uitslag | rang           |
| ------------------- | --------- | -------------------- | -------------------- | -------------------- | -------------------- | -------------------- | -------------------- | -------------- |
| María Camila Osorio | enkelspel | Golubic V 4–6, 1-6   | niet geplaatst       | niet geplaatst       | niet geplaatst       | niet geplaatst       | niet geplaatst       | niet geplaatst |

### Wielersport

#### Baanwielrennen
Mannen
Sprint
| atleet         | onderdeel | kwalificaties | kwalificaties | ronde 1              | herkansing 1            | ronde 2              | herkansing 2         | kwartfinale          | halve finale         | finale               | finale         |
| atleet         | onderdeel | tijd          | rang          | tegenstander uitslag | tegenstander uitslag    | tegenstander uitslag | tegenstander uitslag | tegenstander uitslag | tegenstander uitslag | tegenstander uitslag | rang           |
| -------------- | --------- | ------------- | ------------- | -------------------- | ----------------------- | -------------------- | -------------------- | -------------------- | -------------------- | -------------------- | -------------- |
| Kevin Quintero | sprint    | 9.626         | 16            | Wakimoto V + 0,084   | Awang Mitchell V +0,204 | niet geplaatst       | niet geplaatst       | niet geplaatst       | niet geplaatst       | niet geplaatst       | niet geplaatst |

Keirin
| atleet         | onderdeel | ronde 1 | herkansing | ronde 2 | ronde 3 | finale |
| atleet         | onderdeel | rang    | rang       | rang    | rang    | rang   |
| -------------- | --------- | ------- | ---------- | ------- | ------- | ------ |
| Kevin Quintero | keirin    | 3       | 2          | 1       | 6       | 11     |

#### BMX
Mannen
Race
| atlete           | onderdeel | plaatsingsronde | plaatsingsronde | kwartfinale | kwartfinale | halve finale | halve finale | finale         | finale         |
| atlete           | onderdeel | tijd            | rang            | punten      | rang        | punten       | rang         | tijd           | rang           |
| ---------------- | --------- | --------------- | --------------- | ----------- | ----------- | ------------ | ------------ | -------------- | -------------- |
| Vincent Pelluard | race      | n.v.t.          | n.v.t.          | 14          | 4 Q         | 17           | 6            | niet geplaatst | niet geplaatst |
| Carlos Ramírez   | race      | n.v.t.          | n.v.t.          | 11          | 4 Q         | 10           | 2 Q          | 40,572         | Brons          |

Vrouwen
Race
| atlete        | onderdeel | plaatsingsronde | plaatsingsronde | kwartfinale | kwartfinale | halve finale | halve finale | finale  | finale |
| atlete        | onderdeel | tijd            | rang            | punten      | rang        | punten       | rang         | uitslag | rang   |
| ------------- | --------- | --------------- | --------------- | ----------- | ----------- | ------------ | ------------ | ------- | ------ |
| Mariana Pajón | race      | n.v.t.          | n.v.t.          | 3           | 1 Q         | 8            | 2 Q          | 44,448  | Zilver |

#### Wegwielrennen
Mannen
| atleet         | onderdeel    | tijd     | rang |
| -------------- | ------------ | -------- | ---- |
| Rigoberto Urán | wegwedstrijd | 6.06.33  | 8    |
| Rigoberto Urán | tijdrit      | 57.18,69 | 8    |
| Esteban Chaves | wegwedstrijd | 6.15.38  | 45   |
| Nairo Quintana | wegwedstrijd | 6.21.46  | 69   |
| Sergio Higuita | wegwedstrijd | 6.21.46  | 81   |

Vrouwen
| atlete       | onderdeel    | tijd    | rang |
| ------------ | ------------ | ------- | ---- |
| Paula Patiño | wegwedstrijd | 3.55.15 | 22   |

### Worstelen
Mannen
Grieks-Romeins
| atleet       | onderdeel | eerste ronde         | kwartfinale          | halve finale         | herkansing           | finale / BM          | finale / BM |
| atleet       | onderdeel | tegenstander uitslag | tegenstander uitslag | tegenstander uitslag | tegenstander uitslag | tegenstander uitslag | rang        |
| ------------ | --------- | -------------------- | -------------------- | -------------------- | -------------------- | -------------------- | ----------- |
| Julián Horta | −67 kg    | Reza V 0-4           | niet geplaatst       | niet geplaatst       | Stäbler V 0-5        | niet geplaatst       | 17          |

Vrije stijl
| atleet           | onderdeel | eerste ronde         | kwartfinale          | halve finale         | herkansing           | finale / BM          | finale / BM |
| atleet           | onderdeel | tegenstander uitslag | tegenstander uitslag | tegenstander uitslag | tegenstander uitslag | tegenstander uitslag | rang        |
| ---------------- | --------- | -------------------- | -------------------- | -------------------- | -------------------- | -------------------- | ----------- |
| Óscar Tigreros   | −57 kg    | Kumar V 1-4          | niet geplaatst       | niet geplaatst       | Vangelov V 0-5       | niet geplaatst       | 10          |
| Carlos Izquierdo | −86 kg    | Amine V 1-4          | niet geplaatst       | niet geplaatst       | niet geplaatst       | niet geplaatst       | 12          |

### Zwemmen
Mannen
| atleet        | onderdeel        | series  | series | halve finale   | halve finale   | finale         | finale         |
| atleet        | onderdeel        | tijd    | rang   | tijd           | rang           | tijd           | rang           |
| ------------- | ---------------- | ------- | ------ | -------------- | -------------- | -------------- | -------------- |
| Jorge Murillo | 100 m schoolslag | 1.00,62 | 31     | niet geplaatst | niet geplaatst | niet geplaatst | niet geplaatst |
| Jorge Murillo | 200 m schoolslag | 2.13,46 | 30     | niet geplaatst | niet geplaatst | niet geplaatst | niet geplaatst |

Vrouwen
| atlete          | onderdeel        | series  | series | halve finale   | halve finale   | finale         | finale         |
| atlete          | onderdeel        | tijd    | rang   | tijd           | rang           | tijd           | rang           |
| --------------- | ---------------- | ------- | ------ | -------------- | -------------- | -------------- | -------------- |
| Isabella Arcila | 50 m vrije slag  | 25,41   | 27     | niet geplaatst | niet geplaatst | niet geplaatst | niet geplaatst |
| Isabella Arcila | 100 m schoolslag | 1.02,28 | 32     | niet geplaatst | niet geplaatst | niet geplaatst | niet geplaatst |